# Lector (liturgie)
De lector is een functie in sommige christelijke kerken. Deze persoon is verantwoordelijk voor het voorlezen van bepaalde teksten uit de Bijbel.

## Oorsprong
Het ambt was reeds voor 251 bekend en de taak van een lector in die tijd werd door Roland Mousnier beschreven als volgt: "De lector is belast met het bewaren van de heilige teksten, voor te lezen voor diegenen die preekten, het zingen van de lessen, het zegenen van het brood en de vruchten. Hij deed dienst als secretaris van priesters en bisschoppen."
Het was een erg prestigieuze functie in de 2de eeuw, voornamelijk door het feit dat deze personen konden lezen en schrijven. Aan het begin van de 3de eeuw werd de functie opgenomen in de kerkelijke hiërarchie, die toen vorm begon te krijgen.

## Lectorschap

### Rooms-Katholieke Kerk
Een lector in de katholieke kerk is meestal een leek, die tijdens de eucharistieviering de lezingen uit de bijbel, en de voorbeden voorleest, met uitzondering van het evangelie, hetwelke is voorbehouden om voorgelezen te worden door een priester of diaken, en eventueel de psalm en het alleluia.
We kunnen het onderscheid maken tussen drie soorten lectoren in de Rooms-Katholieke Kerk. De gewijde, de aangestelde en de buitengewone.
- Het lectoraat is een van de lagere wijdingen, die aan seminaristen wordt toegediend als een tussenstadium op weg naar het priesterschap.
- Tegenwoordig is het lectoraat ook een aanstelling die aan zowel seminaristen als leken wordt toegediend. Sinds januari 2021 is het mogelijk voor een vrouw om officieel als lector aangesteld te worden.[1]
- In de praktijk wordt in de meeste kerken de lezingen gedaan door een leek zonder wijding of aanstelling.

### Protestantse kerken
Voor zover een schriftlezing niet gelezen wordt door een dienstdoende ambtsdrager, b.v. een predikant of ouderling, wordt degene die de schriftlezing verzorgt ook in de protestantse kerken soms aangeduid als lector.